# مايكل ويت
مايكل ويت (بالإنجليزية: Michael Witt)‏ هو لاعب اتحاد الرغبي وعارض أسترالي، ولد في 1984 في توومبا في أستراليا.